# Xylocopa primigenia
Xylocopa primigenia (лат.) — ископаемый вид пчёл-плотников из подсемейства Xylocopinae, найденный в эоценовой формации Месселя (Messel Formation, Карьер Мессель, земля Гессен, Германия). Древнейший представитель рода и трибы.

## Описание
Крупная ископаемая пчела. Общая длина тела 17,68 мм (в сохранённом виде, апикальные метасомальные сегменты отсутствуют, так что при жизни длина была бы намного больше). Длина переднего крыла ~15,08 мм, максимальная ширина 4,66 мм. Основная окраска покровов от тёмно-коричневого до чёрного в сохранённом виде, скульптура не различима. Голова шире своей длины, медиальная длина 3,92 мм, ширина 3,99 мм; длина сложного глаза 2,94 мм, мезальный край сложного глаза слабо изогнут; вершина прямая. Длина мезосомы 5,62 мм (апикальная часть проподеума отсутствует), максимальная ширина 5,34 мм; длина мезоскутума 3,66 мм, длина мезоскутеллума 1,11 мм.
Новый вид и подрод отличается от всех остальных групп Xylocopa гораздо более короткой и широкой маргинальной ячейкой, которая сужается от переднего края крыла у его основания и заканчивается примерно на вершине третьей субмаргинальной ячейки, в отличие от современных подродов, у которых ячейка заметно стройнее, длиннее, выходит далеко за пределы третьей субмаргинальной ячейки и сужается от переднего края крыла в своей апикальной трети или четверти. Кроме того, вторая субмаргинальная ячейка, хотя и имеет обычную для большинства видов Xylocopa асимметричную трапециевидную форму, довольно преувеличена в своём проксимальном расширении и узком переднем крае, причём задний край более чем в 10 раз превышает передний (у большинства современных Xylocopa этот показатель обычно превышает 2×, но никогда не превышает 4,5× длины). Дополнительные признаки подрода включают: 2rs-m заметно загнуты апикально (как у большинства вымерших подродов); учитывая ориентацию продольной оси сложного глаза относительно вершины, кажется, что глаза не сходятся ни сверху, ни снизу, как у подрода Xylocopoda Hurd and Moure и некоторых видов Xylomelissa Hurd and Moure; мезальный край сложного глаза слабо изогнут, как у многих подродов Xylocopa; вершина прямая, прежде чем изогнуться латерально над сложным глазом, как у различных подродов; срединный оцеллий немного меньше усикового торулуса, как у большинства подродов Старого Света; мезоскутеллум не уплощён и не выступает над метанотумом.
Из покровов тела и ног крупной эоценовой пчелы-плотника Xylocopa primigenia была извлечена пыльца растений. От пчелы были получены два вида пыльцы двудольных эудикот, один из семейства Чайные (Theaceae), а другой — из Аралиевые (Araliaceae).

## Систематика
Xylocopa primigenia это один из древнейших ископаемых видов пчёл, возраст находки около 48 млн лет (эоцен, мессельская формация, Мессель, земля Гессен, Германия). Остатки самки (голотип HLMD-Me-15783) обнаружены в 1997 году в «мессельской яме» — заброшенном карьере для добычи сланца, расположенном около Дармштадта (49°55′N, 8°45′E). Вид впервые был описан в 2024 году американским энтомологом Майклом Энджелом и немецким палеоэнтомологом Torsten Wappler. Вид Xylocopa primigenia выделен в новый подрод Apocolyx Engel et Wappler, 2024, древнейшие в составе трибы Xylocopini. Авторы описания вида отметили, что было бы легко рассматривать признаки этого вида как родовое отличие от Xylocopa из-за уникальной маргинальной ячейки и более преувеличенной второй субмаргинальной ячейки, но учитывая большее число сходств с современными крупными пчёлами-плотниками (например, удлинённый метабазитарзус, трапециевидная вторая субмаргинальная ячейка, практически отсутствующая птеростигма, проксимально суженная маргинальная ячейка, большой размер тела, папиллярная мембрана крыла за пределами жилок), энтомологи пришли к выводу, что это ископаемое принадлежит к предположительно рано дивергировавшему подроду.

## Этимология
Название вида происходит от слова primigenius, означающее «первородный», «изначальный» или «примитивный».